# Joseph-Willie Robidoux
Pour les articles homonymes, voir Robidoux.
Joseph-Willie Robidoux (né le 2 septembre 1884 à Sorel, Québec et mort le 12 mars 1962 dans la même ville) est un médecin et un homme politique québécois. Il est député libéral de la circonscription de Richelieu-Verchères de 1942 à  1944 et de Richelieu de 1944 à 1948.